# Redondo
Redondo – miejscowość położona w Portugalii, w dystrykcie Évora, w regionie Alentejo, w podregionie Alentejo Central. Miejscowość jest siedzibą gminy o tej samej nazwie.

## Zabytki
- Zamek w Redondo

## Demografia
| Liczba ludności gminy Redondo (1801–2011) | Liczba ludności gminy Redondo (1801–2011) | Liczba ludności gminy Redondo (1801–2011) | Liczba ludności gminy Redondo (1801–2011) | Liczba ludności gminy Redondo (1801–2011) | Liczba ludności gminy Redondo (1801–2011) | Liczba ludności gminy Redondo (1801–2011) | Liczba ludności gminy Redondo (1801–2011) | Liczba ludności gminy Redondo (1801–2011) | Liczba ludności gminy Redondo (1801–2011) |
| ----------------------------------------- | ----------------------------------------- | ----------------------------------------- | ----------------------------------------- | ----------------------------------------- | ----------------------------------------- | ----------------------------------------- | ----------------------------------------- | ----------------------------------------- | ----------------------------------------- |
| 1801                                      | 1849                                      | 1900                                      | 1930                                      | 1960                                      | 1981                                      | 1991                                      | 2001                                      | 2004                                      | 2011                                      |
| 4 189                                     | 4 991                                     | 7 915                                     | 10 107                                    | 11 967                                    | 8 444                                     | 7 948                                     | 7 288                                     | 6 990                                     | 7 031                                     |

## Sołectwa
Sołectwa gminy Redondo (ludność wg stanu na 2011 r.):
- Montoito – 1298 osób
- Redondo – 5733 osoby